# Autumn Leaves (Daniel Kajmakoski)
Autumn Leaves è una canzone del cantante macedone Daniel Kajmakoski, scritta da Kajmakoski stesso insieme ad Aleksandar Mitevski e a Joacim Persson. L'arrangiamento per lo Skopje Fest è stato scritto da Aleksandar Mitevski, Boban Apostolov e Dalibor Grubačević. La canzone ha rappresentato la Macedonia all'Eurovision Song Contest all'Eurovision Song Contest 2015, non arrivando alle finali e classificandosi quindicesima nella prima semifinale. Allo Skopje Fest ha portato la versione macedone del brano "Лисја есенски" (Lisja esenski), mentre all'ESC ha portato la versione inglese, Autumn Leaves per l'appunto.